# Elle Leonard
Elizabeth Anne "Elle" Leonard (de soltera Bielfeldt; Peoria, 15 de enero de 1992) es una empresaria, filántropa y atleta retirada estadounidense. Es esposa de Meyers Leonard, exjugador de la NBA y pertenece a la familia Bielfeldt de Central Illinois, junto con su hermano Max Bielfeldt.

## Primeros años
Leonard es el mayor de los cuatro hijos de David y Julie Bielfeldt. Los padres de Leonard y ambos grupos de abuelos son antiguos miembros de Illinois. El abuelo Gary Bielfeldt jugó fútbol para el equipo de fútbol Illinois Fighting Illini en la década de 1950, y luego se convirtió en comerciante de productos básicos. Carlotta Bielfeldt fue la reina del baile de bienvenida en Illinois. Construido entre la inauguración del 21 de octubre de 1994 y la inauguración del 4 de octubre de 1996, el edificio administrativo atlético de Bielfeldt tiene un costo de $7,2 millones ($ 13.99 millones en 2023), 43 000 pies cuadrados (3995 m²) edificio dotado por Gary y Carlotta Bielfeldt.
Leonard comenzó a jugar baloncesto competitivo en tercer grado en PGSL y fue estudiante en Peoria Academy hasta octavo grado. En el verano de 2005, practicó regularmente hasta altas horas de la noche para desarrollar su tiro en suspensión.

## Escuela secundaria
Cuando llegó a Peoria Notre Dame High School en el otoño de 2006, esperaba unirse al equipo de baloncesto de primer año, pero casi de inmediato se vio obligada a participar en la competencia universitaria. Ella comenzó a contribuir muy rápidamente. Como estudiante de segundo año promedió 11,8 puntos. Durante su temporada júnior – ella (listada en 5′ 0″ (1,52 m)) ganó prensa junto con su hermano menor (estudiante de segundo año), Max Bielfeldt (listado en 6′ 0″ (1,83 m)), por ser uno de los hermanos más interesantes del baloncesto de la zona. Ese año promedió 12,3 puntos. Bielfeldt figuraba como pívot. El 15 de diciembre de 2009, anotó 19 puntos, incluido el punto número 1000 de su carrera, en una victoria contra su rival Peoria High School. El 14 de enero de 2010, Leonard anotó 25 puntos contra LaSalle-Peru High School. Durante su último año, el equipo comenzó con un récord de 9 – 8 antes de ganar 11 juegos seguidos antes de perder la revancha contra Peoria High School el 2 de febrero de 2010.
En el Juego de Estrellas Femenino de la Asociación de Entrenadores de Baloncesto de Illinois Clase 3A/4A de 2010, anotó 4 puntos y 7 rebotes. Leonard fue invitado a participar en un par de juegos de estrellas de 2010 que enfrentaron a un equipo de la ciudad de Peoria contra un equipo suburbano: Kiwanis Senior Boys and Girls Basketball Invitational, y el Independent Sports Club of Central Illinois Senior All-Star Classic. Fue All-star del segundo equipo (todas las áreas) de Peoria Journal Star Large School en 2010. Ella fue una selección del quinto equipo estatal de la escuela grande de Illinois Basketball Services.
Su hermano menor, Max, también juagaba al baloncesto, pero Elle afirma que podría vencerlo uno a uno hasta que pudiera hacer una volcada. Optó por asistir a la Universidad de Illinois en Urbana-Champaign únicamente como estudiante en lugar de continuar su carrera de baloncesto en una escuela más pequeña como atleta becada. En el anuncio del 30 de marzo de 2010 de que Peoria Times-Observer dejaría de operar el 28 de abril de 2010, se agradeció tanto a Elle como a Max Bielfeldt por tener vidas que generaron un gran contenido.
Como bateadora central junior, tuvo 155 bloqueos y 131 remates para el equipo voleibol. En su último año, tuvo 132 remates, 108 bloqueos y 27 aces. Su hermana menor (clase de la escuela secundaria de 2014), Matti (listada en 6′ 0″ (1,83 m)), se destacó en voleibol (179 remates, 87 excavaciones, 79 bloqueos y 30 aces en su último año) y eventualmente se unió al equipo de la Universidad de Illinois.

## Universidad
Durante su primer año, Max vino a la Universidad de Illinois el 26 y 27 de febrero de 2011 para su visita oficial de reclutamiento. Meyers Leonard recibió a Max durante su visita oficial y conoció a Elle por primera vez. Era amiga de la novia de Mike Davis, y después de la temporada de baloncesto 2010-11 de Illinois, su relación se desarrolló. Su primera cita duró cinco horas en el gimnasio de la Universidad de Illinois. La pareja pasó dos horas jugando baloncesto y luego tres horas hablando, ya que ella rechazó una cita para cenar. Como novia de Leonard durante la ceremonia del draft de la NBA de 2012, se consideraba que tenía un atractivo físico notable en comparación con las esposas y novias presentes. Leonard estudió marketing y publicidad en Illinois y se graduó con una licenciatura en 2014.

## Carrera
En 2018, creó Level Foods debido a las necesidades dietéticas especiales de su esposo. Se desempeña como directora ejecutiva de la empresa. Después de tres años de operar únicamente como una empresa de alimentos, la marca comercializó productos y luego se expandió a ropa deportiva femenina.

## Vida personal
El 25 de mayo de 2014, aceptó la propuesta de compromiso de Meyers. Se casaron a principios de agosto de 2015. El 7 de junio de 2022 nació su hijo Liam Walter Leonard. Se puede ver a Leonard manteniendo sus habilidades de baloncesto en forma en las redes sociales.

## Filantropía
Los Leonard donaron $ 20 000 al programa de las Fuerzas Armadas para la Cruz Roja Estadounidense. Donaron $ 500 000 al Departamento Atlético de Illinois para la renovación del sitio de su primera cita, el Ubben Basketball Complex.